# Piazza della Città Vecchia

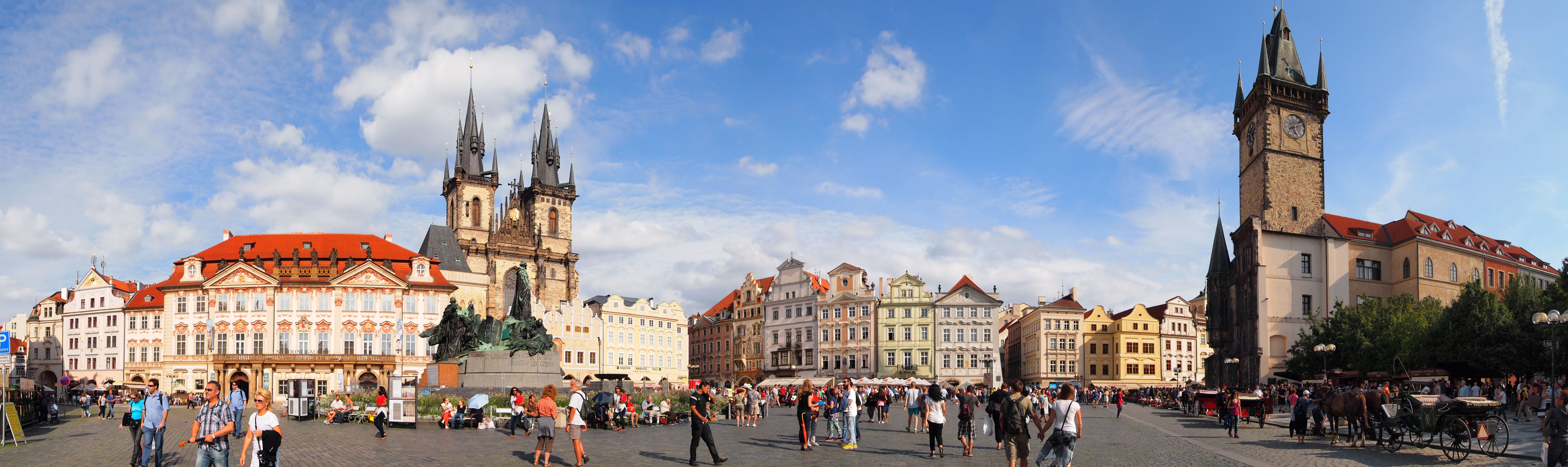
Altra veduta

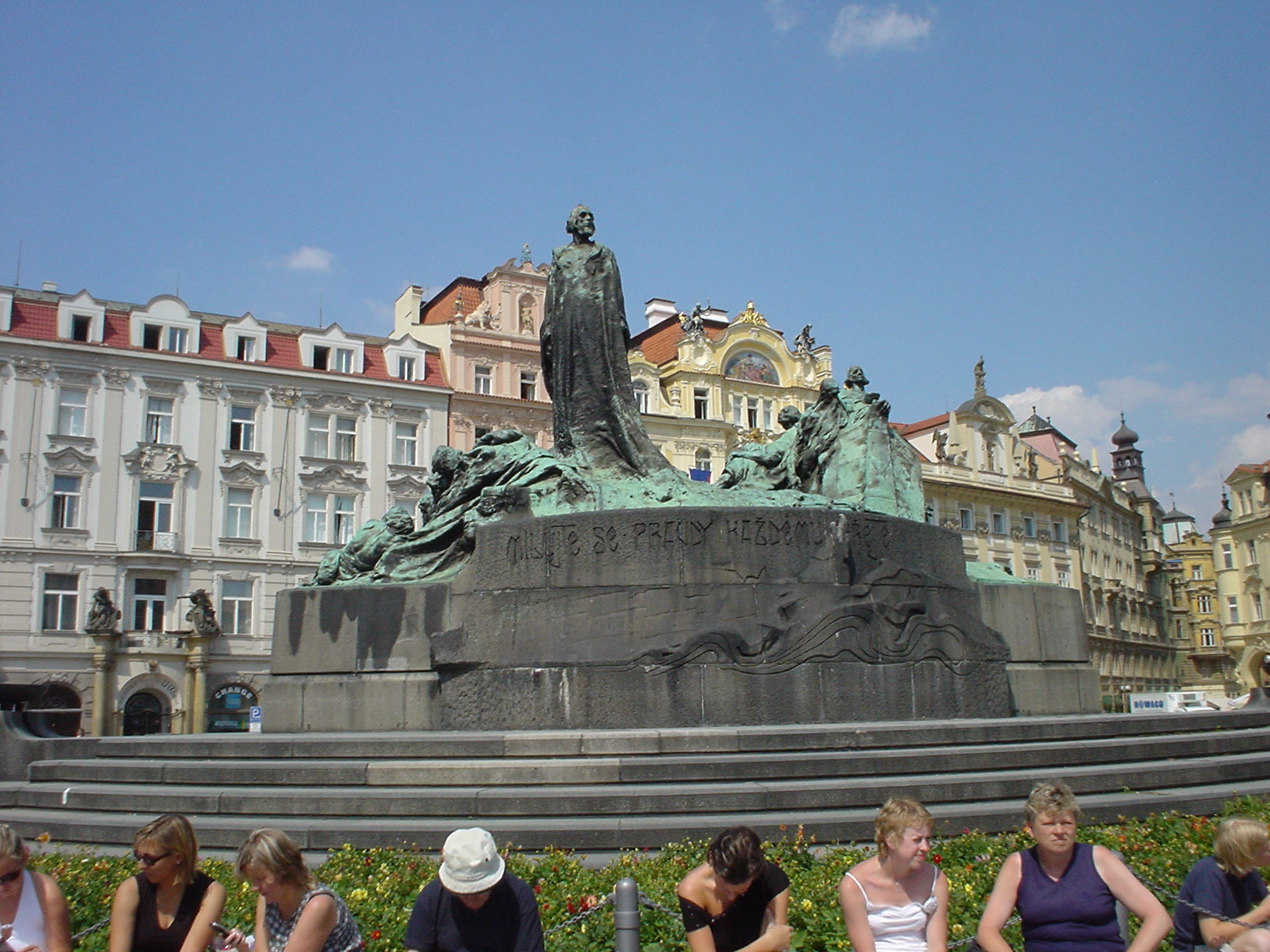
Il monumento a Jan Hus

La Piazza della Città Vecchia (in ceco Staroměstské náměstí, in tedesco Altstädter Ring) è una piazza di Praga, che si trova proprio nella Città Vecchia.
Oggi la piazza è uno dei luoghi turistici più importanti di Praga. Infatti su di essa si affacciano numerosi edifici importanti: la Chiesa di San Nicola, Palazzo Kinský, il Municipio della Città Vecchia con il suo famoso orologio astronomico, la Chiesa di Santa Maria di Týn. Oltre a questa serie di edifici, vi sono numerose case romaniche e gotiche, con suggestive decorazioni; la Casa alla campana di pietra è in stile gotico. Al centro della piazza si trova il monumento dedicato a Jan Hus, posto nella piazza in occasione del 500º anniversario della morte, il quale ha alle sue spalle il Ministero dello sviluppo regionale della Repubblica Ceca.
Sui lati sud ed ovest si affacciano edifici in stile barocco, come la Casa all'ariete di pietra e la Casa Štorch, oltre a molte altre pittoresche case d'epoca (Alla volpe rossa, Ochs e Da Lazzaro).

## Storia
Prime notizie della piazza si hanno intorno al 1200, come luogo in cui si teneva un mercato. Qui nel 1621, dopo la battaglia della Montagna Bianca, furono giustiziati i 27 capi della rivolta protestante, per ordine dell'imperatore Ferdinando II. Una targa commemorativa ricorda tale avvenimento.